# Boys and Girls (chanson de Martin Solveig)
Pour les articles homonymes, voir Boys and Girls.
Singles de Martin Solveig
One, Two, Three, Four
(2009) Hello
(2010)
Pistes de C'est la vie - Definitive edition
C'est la vie
Boys and Girls  (Boys & Girls) est un single musical hors album sorti par Martin Solveig en duo avec Dragonette pour la promotion du parfum Ma Dame de Jean-Paul Gaultier. La chanson a été remixée par le DJ néerlandais Laidback Luke.

## Écriture de la chanson
Cette chanson a été composée pour l'album C'est la vie, cependant Solveig ne l'a pas retenue dans la liste finale pour figurer dans l'album. Solveig parle à Gaultier d'une chanson qu'il « [gardait] au chaud » et lui fait écouter, la chanson plut à Gaultier. Gaultier propose alors de l'associer à l'anniversaire du parfum Ma Dame en 2009.

## Clip vidéo
Pour Martin Solveig le clip vidéo de Boys & Girls est un « clin d'œil à West Side Story version 2009 », décrivant un jeu du chat et la souris entre lui et Martina du groupe Dragonette dans la maison de couture de Gaultier à Paris. Le clip vidéo a été réalisé par Tristan Séguéla et la chorégraphie est de Corinne Devaux.

## Liste des pistes
- Royaume-Uni CD single[3]

1. "Boys & Girls (Original Edit)" - 3:44
2. "Boys & Girls (Extended Mix)" - 6:23
3. "Boys & Girls (David E. Sugar Remix - MS Edit)" - 5:29
4. "Boys & Girls (Les Petits Pilous Remix)" - 4:29
5. "Boys & Girls (Laidback Luke Remix)" - 5:38

- Italie Maxi 45 tours (Picture disc)[4]

1. "Boys & Girls (Extended Mix)" - 6:23
2. "Boys & Girls (Bart B. More "Dans Tes Rave" remix)" - 6:48
3. "Boys & Girls (Laidback Luke Remix)" - 5:38
4. "Boys & Girls (Laidback Luke Dub)" - 5:38

## Crédits
- Écrit, composé et réalisé par Martin Solveig pour Mixture Stereophonic
- Publié par Dragonette Publishing et Temps D'Avance
- Chanteurs et chœurs - Martin Solveig et Martina Sorbara
- Instruments et programmations - Martin Solveig
- Mixé par Philippe Weiss au Studio Davout, Paris
- Masterisé par Tom Coyne à Sterling Sound, New York
  - Dragonette apparaît avec l'autorisation de Mercury Records

## Classement
| Classement (2009) | Meilleure position |
| ----------------- | ------------------ |
| Bulgarie (IFPI)   | 21                 |
| France (SNEP)     | 17                 |